# Michel Quoist
Michel Quoist (Le Havre, 18 de junho de 1921 -  Le Havre, 18 de dezembro de 1997) foi um presbítero e escritor francês.
Em trabalho missionário no exterior, fez parte do comitê episcopal da Igreja Católica, na América Latina, participando ativamente de conferências, retiros e escrevendo livros de elevada meditação e espiritualidade.

## Vida
Michel Quoist, filho de pai ateu e mãe católica fervorosa, começou a trabalhar aos 14 anos por ter ficado órfão do pai cedo (desde os três anos).
Durante uma greve em 1936, apoiou as reivindicações da classe operária. Dois anos depois, participando em uma peregrinação diocesana a Lurdes, conhece um sacerdote que lhe desperta o desejo de seguir a vocação sacerdotal. Assim, aos 18 anos, ingressou no seminário vizinho a Meaux para depois seguir a Rouen.
Foi ordenado sacerdote em 1947, prosseguindo os estudos de ciências sociais e políticas no Instituto Católico de Paris, onde obteve o doutorado por meio de uma tese, intitulada  La ville et l’homme (A Cidade e o Homem), sobre o povoamento de Rouen, posteriormente publicada.
Tornou-se vigário de uma numerosa paróquia de Le Havre e coordenador dos movimentos da juventude de sua região.
Em 1988, tornou-se diretor da rádio diocesana de Le Havre, denominada Arc en Ciel (Arco no Céu).
Em 1976, torna-se responsável pela vocação diocesana, envolvendo várias atividades pastorais.
Acometido por um câncer no pâncreas no final de 1996, faleceu no ano seguinte, seis dias após lançar o livro Construire l’homme (Construir o Homem).

## Obras
- Prières (Orações), 1954
- La Ville et l'Homme (A Cidade e o Homem). Estudo sociológico de um grupo de proletários. Paris, 1952. 287 páginas. Economia e humanismo.
- Réussir (Ressuscitar)
- Le Christ est vivant (Cristo está vivo)
- Jésus-Christ m'a donné rendez-vous (Encontro com Jesus Cristo)
- L'Évangile à la télévision (O Evangelho na televisão)
- Aimer (Amar)
- Donner (Dar-se)
- À cœur ouvert (Ao Coração Aberto), 1981
- L'Enquête urbaine (Pesquisa urbana), análise de um bairro e cidade
- L'Équipe d'enquête et d'action (Grupo de pesquisa e ação), economia e humanismo.
- Dez minutos com Deus - no original L'Évangile à la télévision
- O diário de Ana Maria